# Eleição municipal de Volta Redonda em 2020
A eleição municipal da cidade brasileira de Volta Redonda de 2020 ocorreu no dia 15 de novembro de 2020 para eleger o prefeito e o vice-prefeito, além de 21 vereadores para a Câmara Municipal da cidade.
A campanha eleitoral contou com a participação de 14 candidatos a prefeito. O prefeito em exercício, Samuca Silva, concorreu a reeleição. O primeiro turno foi realizado em 15 de novembro. Antônio Francisco Neto, candidato pelo DEM, foi eleito em primeiro turno, recebendo 57,22% dos votos válidos, sendo seguido pelo ex-prefeito Paulo Baltazar, do PSD, que obteve 12,66%, e do então prefeito Samuca Silva, do PSC, com 9,28% dos votos válidos. Esta foi a quinta vitória de Neto para o cargo executivo municipal.
Neto teve sua candidatura impugnada dois dias antes da eleição devido a uma decisão de 2017 do TRE que o tornou inelegível por oito anos. Após entrar com um recurso no TSE, a diplomação de Neto foi autorizada.  A chapa vencedora tomou posse na Prefeitura de Volta Redonda em 1° de janeiro de 2021 para um mandato de quatro anos.

## Contexto político e pandemia
As eleições municipais de 2020 foram marcadas pela pandemia de COVID-19 no Brasil. O Tribunal Superior Eleitoral (TSE) autorizou os partidos a realizarem as convenções para escolha de candidatos aos escrutínios por meio de plataformas digitais de transmissão, para evitar aglomerações que possam proliferar o coronavírus.
Originalmente, as eleições ocorreriam em 4 de outubro (primeiro turno) e 25 de outubro (segundo turno, caso necessário), porém, com o agravamento da pandemia de COVID-19 no Brasil, as datas foram modificadas pelo Congresso Nacional para 15 de novembro e 29 de novembro.

## Candidaturas para a prefeitura
| Nº | Prefeito(a)  | Prefeito(a)                                  | Prefeito(a)       | Vice-prefeito(a) | Vice-prefeito(a) | Vice-prefeito(a)                                   | Vice-prefeito(a)  | Coligação Partido(s)                                      |
| Nº | Candidato(a) | Candidato(a)                                 | Partido Federação | Candidato(a)     | Candidato(a)     | Candidato(a)                                       | Partido Federação | Coligação Partido(s)                                      |
| -- | ------------ | -------------------------------------------- | ----------------- | ---------------- | ---------------- | -------------------------------------------------- | ----------------- | --------------------------------------------------------- |
| 10 |              | Hermiton Hermiton Batista Moura              | Republicanos      |                  |                  | Junior Barreiros Luiz Carlos Barreiros Junior      | PRTB              | Juntos Pela Mudança PRTB Republicanos                     |
| 13 |              | Cida Diogo Maria Aparecida Diogo Braga       | PT                |                  |                  | Nena Düppré Hermilda Maria Düppré                  | PV                | A Esperança De Volta PT PV                                |
| 16 |              | Mônica Teixeira Mônica Teixeira Correa       | PSTU              |                  |                  | Lazaro Mendonça Lazaro Luis De Paula Mendonça      | PSTU              | Sem coligação                                             |
| 20 |              | Samuca Silva Elderson Ferreira Da Silva      | PSC               |                  |                  | Fatima Martins Maria De Fatima Martins Passos      | PSC               | Trabalho E Coragem PL PSC PP DC                           |
| 23 |              | Evandro Glória Evandro Queiroz Glória        | Cidadania         |                  |                  | Alex Bosco Alex Sandro Bosco De Souza              | Cidadania         | Sem coligação                                             |
| 25 |              | Neto Antonio Francisco Neto                  | DEM               |                  |                  | Eng. Faria Sebastião Faria De Souza                | DEM               | Vontade Popular 2020 DEM PTB PMB                          |
| 29 |              | Luiz Eugênio Luiz Eugenio Honorato           | PCO               |                  |                  | Catta Preta Joao Antonio Catta Preta Costa         | PCO               | Sem coligação                                             |
| 40 |              | Alex Martins Alex Martins Rodrigues          | PSB               |                  |                  | Jussara Ferreira                                   | PDT               | Pra Fazer Volta Redonda Melhor! PDT REDE PSB              |
| 50 |              | Juliana Carvalho Juliana Pereira De Carvalho | PSOL              |                  |                  | Anderson Xavier Anderson Da Costa Xavier           | PSOL              | Sem coligação                                             |
| 55 |              | Baltazar Paulo Cesar Baltazar Da Nobrega     | PSD               |                  |                  | Alice Colina Maria Alice Vieira Colina             | PSD               | Sem coligação                                             |
| 65 |              | Professor Habibe Alexandre Fernandes Habibe  | PCdoB             |                  |                  | Alexandre Lucas Jorge Alexandre Lucas              | PCdoB             | Sem coligação                                             |
| 70 |              | Benevenuto Benevenuto Silva Dos Santos       | Avante            |                  |                  | Jorge Badé Jorge Bardelini Tavares                 | Avante            | Sem coligação                                             |
| 77 |              | Granato Washington Tadeu Granato Costa       | Solidariedade     |                  |                  | Geraldinho Do Gelo José Geraldo Victório Gonçalves | PODE              | Juntos Podemos Mais MDB PODE Solidariedade                |
| 90 |              | Dayse Penna Dayse Marques Penna              | PROS              |                  |                  | Ademar Esposti                                     | PSL               | Por Uma Volta Redonda Que Vale A Pena Viver PROS PSL PSDB |

## Resultados da eleição

### Prefeito
| Candidato(a) a prefeito  | Candidato(a) a prefeito    | Candidato(a) a vice-prefeito    | Primeiro turno 15 de novembro de 2020 | Primeiro turno 15 de novembro de 2020 |
| Candidato(a) a prefeito  | Candidato(a) a prefeito    | Candidato(a) a vice-prefeito    | Total                                 | Percentagem                           |
| ------------------------ | -------------------------- | ------------------------------- | ------------------------------------- | ------------------------------------- |
|                          | Neto (DEM)                 | Eng. Faria (DEM)                | 85.673                                | 57,22%                                |
|                          | Baltazar (PSD)             | Alice Colina (PSD)              | 18.961                                | 12,66%                                |
|                          | Samuca Silva (PSC)         | Fatima Martins (PSC)            | 13.889                                | 9,28%                                 |
|                          | Granato (Solidariedade)    | Geraldinho Do Gelo (PODE)       | 7.999                                 | 5,34%                                 |
|                          | Hermiton (Republicanos)    | Dr Jair Nogueira (Republicanos) | 5.886                                 | 3,93%                                 |
|                          | Juliana Carvalho (PSOL)    | Anderson Xavier (PSOL)          | 3.588                                 | 2,4%                                  |
|                          | Alex Martins (PSB)         | Jussara Ferreira (PDT)          | 3.570                                 | 2,38%                                 |
|                          | Cida Diogo (PT)            | Geraldo Ribeiro (PT)            | 3.459                                 | 2,31%                                 |
|                          | Dayse Penna (PROS)         | Ademar Esposti (PSL)            | 3.197                                 | 2,14%                                 |
|                          | Professor Habibe (PCdoB)   | Alexandre Lucas (PCdoB)         | 1.617                                 | 1,08%                                 |
|                          | Evandro Glória (Cidadania) | Alex Bosco (Cidadania)          | 1.022                                 | 0,68%                                 |
|                          | Benevenuto (Avante)        | Jorge Badé (Avante)             | 687                                   | 0,46%                                 |
|                          | Mônica Teixeira (PSTU)     | Lazaro Mendonça (PSTU)          | 182                                   | 0,12%                                 |
| Total de votos válidos   | Total de votos válidos     | Total de votos válidos          | 149.730                               | 90,12%                                |
| Votos em branco          | Votos em branco            | Votos em branco                 | 6.071                                 | 3,65%                                 |
| Votos nulos              | Votos nulos                | Votos nulos                     | 10.282                                | 6,19%                                 |
| Total de votos apurados  | Total de votos apurados    | Total de votos apurados         | 166.140                               | 74,51%                                |
| Abstenções               | Abstenções                 | Abstenções                      | 56.851                                | 25,49%                                |
| Total de eleitores aptos | Total de eleitores aptos   | Total de eleitores aptos        | 222.991                               | 222.991                               |
| Fontes:                  |                            |                                 |                                       |                                       |

### Vereadores eleitos
| Candidato(a) | Candidato(a)        | Partido       | Votos | Cidade de origem | Unidade federativa/País |
| ------------ | ------------------- | ------------- | ----- | ---------------- | ----------------------- |
|              | Renan Cury          | Solidariedade | 3.124 | Volta Redonda    | Rio de Janeiro          |
|              | Jari                | PSB           | 3.109 | Volta Redonda    | Rio de Janeiro          |
|              | Luciano Mineirinho  | PSD           | 2.554 | Carangola        | Minas Gerais            |
|              | Fabio Buchecha      | PSC           | 2.503 | Volta Redonda    | Rio de Janeiro          |
|              | Paulo Conrado       | DC            | 1.948 | Volta Redonda    | Rio de Janeiro          |
|              | Dr Rodrigo Furtado  | PSC           | 1.904 | Volta Redonda    | Rio de Janeiro          |
|              | Edson Quinto        | PL            | 1.895 | Pancas           | Espírito Santo          |
|              | Lela                | PSC           | 1.860 | Redenção         | Ceará                   |
|              | Nenem               | DEM           | 1.842 | Volta Redonda    | Rio de Janeiro          |
|              | Sidney Dinho        | PATRIOTA      | 1.779 | Volta Redonda    | Rio de Janeiro          |
|              | Betinho Albertassi  | PSD           | 1.725 | Volta Redonda    | Rio de Janeiro          |
|              | Vair Duré           | PSC           | 1.693 | Volta Redonda    | Rio de Janeiro          |
|              | Novaes              | PP            | 1.682 | Volta Redonda    | Rio de Janeiro          |
|              | Temponi             | PTB           | 1.561 | Volta Redonda    | Rio de Janeiro          |
|              | Rodrigo Nos Do Povo | PL            | 1.551 | Volta Redonda    | Rio de Janeiro          |
|              | Pastor Washington   | Republicanos  | 1.533 | Rio De Janeiro   | Rio de Janeiro          |
|              | Hálison Vitorino    | PP            | 1.283 | Volta Redonda    | Rio de Janeiro          |
|              | Walmir Vitor        | PT            | 1.220 | Volta Redonda    | Rio de Janeiro          |
|              | Jorginho Fuede      | PSDB          | 1.089 | Volta Redonda    | Rio de Janeiro          |
|              | Cacau Da Padaria    | PMB           | 992   | Mutum            | Minas Gerais            |
|              | Paulinho Ap         | DEM           | 753   | Volta Redonda    | Rio de Janeiro          |
| Fontes:      |                     |               |       |                  |                         |

#### Vereadores eleitos por partido
| Nº                     | Partido                | Votos populares | Votos populares | Vagas   | ±       |
| Nº                     | Partido                | Votos           | %               | Vagas   | ±       |
| ---------------------- | ---------------------- | --------------- | --------------- | ------- | ------- |
| 20                     | PSC                    | 21.762          | 14,5%           | 4       | 3       |
| 55                     | PSD                    | 11.915          | 7,94%           | 2       | 2       |
| 25                     | DEM                    | 10.802          | 7,2%            | 2       | 2       |
| 11                     | PP                     | 9.905           | 6,6%            | 2       | Estável |
| 22                     | PL                     | 9.507           | 6,34%           | 2       | 2       |
| 40                     | PSB                    | 9.324           | 6,21%           | 1       | 1       |
| 14                     | PTB                    | 9.310           | 6,2%            | 1       | Estável |
| 77                     | Solidariedade          | 9.066           | 6,04%           | 1       | 1       |
| 10                     | Republicanos           | 8.738           | 5,82%           | 1       | 1       |
| 27                     | DC                     | 7.260           | 4,84%           | 1       | 1       |
| 35                     | PMB                    | 6.913           | 4,61%           | 1       | 1       |
| 51                     | PATRIOTA               | 6.398           | 4,26%           | 1       | 1       |
| 45                     | PSDB                   | 5.569           | 3,71%           | 1       | 1       |
| 13                     | PT                     | 5.261           | 3,51%           | 1       | 1       |
| 90                     | PROS                   | 4.525           | 3,02%           | 0       | -       |
| 19                     | PODE                   | 3.909           | 2,61%           | 0       | -       |
| 28                     | PRTB                   | 2.990           | 1,99%           | 0       | 2       |
| 17                     | PSL                    | 2.640           | 1,76%           | 0       | -       |
| 50                     | PSOL                   | 1.809           | 1,21%           | 0       | -       |
| 23                     | Cidadania              | 974             | 0,65%           | 0       | -       |
| 65                     | PCdoB                  | 655             | 0,44%           | 0       | -       |
| 12                     | PDT                    | 432             | 0,29%           | 0       | 1       |
| 70                     | Avante                 | 390             | 0,26%           | 0       | -       |
| Total de votos válidos | Total de votos válidos | 150.054         | 90,32%          | 21      | 21      |
| Votos em branco        | Votos em branco        | 6.613           | 3,98%           | 21      | 21      |
| Votos nulos            | Votos nulos            | 8.161           | 4,91%           | 21      | 21      |
| Total de votos         | Total de votos         | 166.140         | 74,51%          | 21      | 21      |
| Abstenções             | Abstenções             | 56.851          | 25,49%          | 21      | 21      |
| Eleitorado apto        | Eleitorado apto        | 222.991         | 222.991         | 222.991 | 222.991 |
| Fontes:                |                        |                 |                 |         |         |